# کریستینا اشپرهه
کریستینا برورینگ-اشپرهه (زادهٔ ۲۸ اکتبر ۱۹۸۶ میلادی در شهر لنه، آلمان) یک سوارکار زن درساژ اهل کشور آلمان است. وی در رقابتهای المپیک نیز حضور داشته‌است.

## پیشه
در ۷ اوت ۲۰۱۲ اشپرهه یکی از اعضای تیم ملی آلمان در سوارکاری در بازی‌های المپیک تابستانی ۲۰۱۲–درساژ تیمی بود که به همراه این تیم مدال نقرهٔ تیمی را بدست آورد.
وی همچنین در سال ۲۰۱۳ به همراه این تیم در مسابقات قهرمانی درساژ اروپا در هرنینگ نیز مدال طلای تیمی را بدست آورد. او در بازی‌های جهانی سوارکاری ۲۰۱۴ در نرماندی یک بار دیگر طلای تیمی و برنز انفرادی را در جایزه برزگ ویژه بدست آورد که این نخستین قهرمانی انفرادی او در بخش بزرگسالان بود. اشپرهه در مسابقات قهرمانی درساژ اروپا ۲۰۱۵ آخن و اسب اول او در چهار سال گذشته با نام دسپارادوس مدال برنز تیمی و دو نقرهٔ انفرادی را بدست آورد.